# Ваганов, Николай Дементьевич
Ваганов, Николай Дементьевич (11 февраля 1888, Мотовилиха, Пермская губерния — 1975) — почётный металлург, участник революционных событий, рабочий. Кавалер орденов Ленина, Трудового Красного Знамени, Знака Почёта.

## Биография
Николай родился 11 февраля 1888 в посёлке Мотовилиха Пермской губернии. Работал на Мотовилихинском заводе. Впервые был арестован в 1903 г. за активное участие в февральской забастовке. В 1905 г. вступил в РСДРП. 14 мая 1905 был арестован снова за участие в политической демонстрации. 18 октября освобожден по требованию пермских рабочих. Во время декабрьского восстания был в дружине Ивана Пташинского. 11 января 1906 г. арестован и отправлен в ссылку в Нарымский край. В сентябре бежал из-под стражи и вернулся в Мотовилиху. С поддельным паспортом уехал в Ижевск, где раздобыл оружие для Пермских подпольщиков. Вернувшись в Пермь примкнул к отряду Лбова. Участвовал в вооруженных операциях. Схвачен с ночь на 16 мая 1907 г. В апреле 1908 года приговорен к ссылке на вечное поселение в Сибирь. Вернулся в Мотовилиху в мае 1917, после Февральской революции.
Во время гражданской войны — красногвардеец, затем комиссар интернационального продовольственного отряда. После окончания войны заведовал сельскохозяйственными мастерскими, был председателем правления рабочего кооператива, заместителем председателя Оханского райисполкома и т. п.
В 1934 году вернулся на Мотовилихинский завод, на котором проработал до ухода на пенсию.

## Награды и звания
- Орден Ленина
- Орден Трудового Красного Знамени
- Орден Почёта
- Почётное звание Заслуженный металлург Российской Федерации

Присвоено решением Пермского ГИК от 06.12.1973 за трудовые заслуги и в честь 250-летия г. Перми